# Julius Sawe
Julius Sawe Kipkoech (né le 21 novembre 1971) est un athlète kényan, spécialiste de la marche athlétique.

## Biographie
Il remporte la médaille d'or du 20 km marche lors des championnats d'Afrique 2004, à Brazzaville en République du Congo, dans le temps de 1 h 27 min 43 s.
En 1993, il décroche le titre par équipes du cross long lors des championnats du monde de cross, à Amorebieta-Etxano en Espagne.

### Palmarès
| Date | Compétition            | Lieu        | Résultat | Épreuve      | Performance     |
| ---- | ---------------------- | ----------- | -------- | ------------ | --------------- |
| 2004 | Championnats d'Afrique | Brazzaville | 1er      | 20 km marche | 1 h 27 min 43 s |

### Records
| Épreuve      | Performance     | Lieu    | Date            |
| ------------ | --------------- | ------- | --------------- |
| 20 km marche | 1 h 21 min 21 s | Nairobi | 21 juillet 2000 |